# Karen Knútsdóttir
Karen Knútsdóttir (n. 4 februarie 1990, în Reykjavík) este o handbalistă islandeză care joacă pentru clubul SønderjyskE Håndbold și pentru echipa națională a Islandei pe postul de coordonator. Knútsdóttir a participat la Campionatul European de Handbal Feminin din 2010, la Campionatul Mondial de Handbal Feminin din 2011, desfășurat în Brazilia și la Campionatul European de Handbal Feminin din 2012, desfășurat în Serbia.
Karen Knútsdóttir a jucat primii șase ani la Fram Reykjavík, mai întâi ca junioare, apoi ca senioare. În vara lui 2011, ea s-a transferat la echipa germană HSG Blomberg-Lippe. În vara anului 2013, ea s-a întors în Islanda, după ce a semnat un contract cu clubul SønderjyskE Håndbold.
Karen Knútsdóttir a fost declarată sportivul anului în Islanda, în 2010, fiind a treia oară când acest titlu a fost acordat. Karen este fiica lui Knut G. Kristinsson, președintele Federației Islandeze de Handbal.